# Dipoena pelorosa
Dipoena pelorosa är en spindelart som beskrevs av Zhu 1998. Dipoena pelorosa ingår i släktet Dipoena och familjen klotspindlar. Inga underarter finns listade i Catalogue of Life.